# Parasite Eve
Parasite Eve (パラサイト・イヴ?, Parasaito Ivu) è un media franchise originato dal romanzo Parasite Eve e in seguito composto da film, videogiochi e manga editi da Square Enix (ex Square).

Logo del videogioco

La prima opera che dà il via alle altre è Parasite Eve, romanzo di Hideaki Sena (all'anagrafe Hideaki Suzuki) del 1995. Da questo, due anni dopo, è stato tratto l'omonimo film diretto da Masayuki Ochiai. Nel 1998 poi viene inaugurata l'apprezzata serie di video giochi, sempre con lo stesso titolo, dalla ex Squaresoft, ora Square Enix: Parasite Eve (1998), Parasite Eve II (1999) e The 3rd Birthday (2010). Dal libro e dal primo videogioco sono stati inoltre tratti due manga di Fujiki Noriko.

## Il mondo di Parasite Eve
I mitocondri, organelli cellulari indispensabili alla vita degli esseri viventi eucariotici, sono nati da una probabile endosimbiosi antica, con organismi procariotici. Con il tempo questo ha cominciato a perdere una parte del proprio DNA (una delle numerose prove che confermano la teoria appena nominata), trasferendolo nel nucleo, fino a diventare una parte del tutto inscindibile dalla cellula stessa, o almeno così sembrava.
Infatti, nella serie di Parasite Eve, i mitocondri (meglio definiti in questo caso come neomitocondri) assumono un ruolo centrale come esseri viventi a sé stanti, schiavizzati dalle cellule eucariotiche per produrre energia, capaci di serbare rancore per milioni di anni. Il DNA di questo microscopico essere ha una frequenza di mutazione 10 volte superiore a quella del DNA nucleare, per questo, la sua evoluzione è anche 10 volte più veloce di quella delle cellule che li ospitano. In un non meglio specificato punto della storia della vita, i mitocondri assumono coscienza di se stessi, e cominciano a complottare la loro ribellione a questa schiavitù.
E così succede; alle soglie del ventunesimo secolo infatti, tramite l'ultima di una lunga fortunata serie di mutazioni favorevoli, i mitocondri finalmente riescono a prendere il controllo di uno degli organismi che li ospita. Questa sarà la povera Kiyomi Nagashima, una donna giapponese ignara del destino che l'attende.
I poteri dovuti ai mitocondri, che possono sembrare parapsicologici, in realtà dipendono da fattori scientifici. Per spiegare l'autocombustione umana, Toshiaki Nagishima ipotizza che essendo i mitocondri la centrale energetica della cellula, e potendo immaginare di produrre una quantità elevata di ATP e calore dalla fosforilazione ossidativa di questi, a un certo punto, le cellula che li contiene, comincia a riscaldarsi, e a prendere fuoco addirittura, se agli organelli viene ordinato di muovere convulsamente gli ospiti, provocando la frizione che innesca la scintilla.
L'agente Aya Brea sarà un caso speciale però, in quanto pur avendo dei mitocondri evoluti, riesce comunque a controllarli, tramite una sua speciale mutazione. Questo le permette di avere poteri quasi da strega, ma che in realtà sono dovuti proprio alla giusta regolazione di produzione e rilascio di energia da parte degli organelli. Questi mitocondri poi, sono anche in grado di produrre veleni, antidoti e antidolorifici secondo la volontà di Aya, senza contare il loro influsso sul suo metabolismo (a quasi 40 anni di età, sembra averne appena 20).

## Trama

### Romanzo e film
Kiyomi Nagashima finisce in coma irreversibile a causa di un brutto incidente automobilistico (causato da una forza oscura in lei). Dopo aver autorizzato il prelievo dei suo organi, il marito Toshiaki, sconvolto dal dolore, ne fa estrarre un pezzo di fegato, durante l'operazione per il prelievo dei reni. Uno di questi due organi viene trapiantato a Mariko Anzai, una ragazzina di appena 14 anni, già al suo secondo trapianto. Intanto Toshiaki conduce degli esperimenti sugli epatociti estratti dalla moglie, scoprendo che l'alto tasso metabolico di questo tessuto era dovuto ad un'eccezionale attività mitocondriale.
Gli esperimenti continuano e i campioni vengono chiamati Eve, in onore al giorno del compleanno della moglie (la vigilia di Natale - Christmas eve) che lei tanto adorava. Alla fine, le sue ricerche lo porteranno addirittura a pubblicare un articolo su Nature, dimostrando l'insolita capacità dei mitocondri di aggregarsi in strutture simil-pluricellulari. Ma la gioia dura poco in quanto Toshiaki si accorge che il campione Eve 1, comincia a dimostrare proprietà al limite dell'impossibile, come la formazione della faccia di Kiyomi su un agglomerato di questi, che cerca di comunicare con lui.
Il ricercatore credendosi pazzo, chiude tutto e va a casa a riposare, ma l'assistente di laboratorio, Sachiko Asakura, sospettando qualcosa di losco, si addentra nel laboratorio e viene aggredita da una sostanza appiccicosa che la stringe fra i suoi tentacoli. Ad una conferenza di Toshiaki quindi, essa fa irruzione presentandosi come Eve, l'Eva mitocondriale della sua specie. Quindi questa da una dimostrazione dei suoi poteri facendo incendiare per autocombustione alcune persone compresa la stessa Asakura che si salva per miracolo.
Toshiaki così, corre in laboratorio, ma lì incontra Kiyomi, o almeno una sua imitazione formata da Eve, che sfruttando la debolezza del ricercatore verso la moglie defunta, lo obbliga ad accoppiarsi con lui. Quindi l'essere mitocondriale scappa e si dirige da Mariko Anzai, che contiene una parte di Kiyomi (il rene sinistro, che le provoca numerosi incubi per diversi mesi). Essa quindi sarà in grado di dare alla luce il suo zigote appena fecondato, dato che il corpo di Eve non era in grado di sopportare una gravidanza. Quindi il suo piano viene portato a compimento con la nascita del figlio.
Ma qualcosa non va, e Toshiaki, dopo averlo visto, capisce che la natura dei mitocondri dei suoi spermatozoi, stava facendo andare in conflitto l'entità sessuale dell'essere, che quindi si scioglie in una poltiglia appiccicosa. Ma prima di esalare l'ultimo respiro, questo vuole uccidere tutte le persone accorse per salvare Mariko dalle grinfie di Eve, per questo Toshiaki si sacrifica, fondendosi con l'essere, uccidendo entrambi..

### Videogiochi
La storia viene continuata nel videogioco Parasite Eve.
Passano gli anni, e Mariko non avverte più problemi dal suo rene trapiantato. Intanto si trasferisce negli USA, e sposa un giornalista di origini russe, che le dà due figlie negli anni settanta: Aya Brea e Maya Brea. Mariko e Maya muoiono però poco dopo in un incidente stradale, lasciando da sola la povera Aya, che però riesce comunque a diventare un'investigatrice della polizia a New York.
Il periodo di Natale del 1997, sarà per Aya, un periodo cruciale della sua vita. Infatti alla vigilia di Natale, Melissa Pearce, un'attrice di teatro, sviluppa particolari poteri parapsicologici che le permettono di dare fuoco a molti spettatori dello spettacolo, tranne la poliziotta però. Quindi Aya insegue Melissa e da essa si fa rivelare che in realtà il nuovo essere che aveva preso il controllo dell'attrice, si chiamava Eve, l'organismo che avrebbe liberato dalla schiavitù i mitocondri.
Le investigazioni proseguono, e nel suo cammino Aya incontrerà Kunihiko Maeda, un ricercatore giapponese, che la informa parzialmente sui fatti che avevano caratterizzato il suo paese 40 anni prima. Inoltre, fa la conoscenza con il dottor Hans Klamp, un ricercatore specializzato in mitocondri, che si rivelerà un seguace della cattiva Eve. Infatti Aya viene informata che sua sorella, pur essendo morta, aveva subito un prelievo di reni successivamente trapiantati proprio da Klamp ad una giovane Melissa ancora bambina, per i suoi folli esperimenti.
Aya quindi sconfigge Melissa e il suo nascituro (generato dallo sperma artificiale di Klamp, senza mitocondri, per evitare un nuovo aborto) in uno scontro finale davanti alle coste di Manhattan. Maeda perciò le dice che anche lei conservava nel suo corpo una parte di sua sorella: le sue cornee, e tramite una sua speciale mutazione, i suoi mitocondri però non avevano preso controllo, ma anzi era successo proprio il contrario.
Inoltre nella lotta successiva, al Chrysler Building, Aya scopre che anche sua sorella Maya aveva in sé la vera Eve, ritrovando una sua coltura cellulare, prodotta dal dottor Klamp. Quindi, dopo averla sconfitta però, la poliziotta si sente male, in quanto i suoi mitocondri si erano evoluti abbastanza da prendere il controllo. A salvarla dalla brutta situazione sarà sempre la sorellina Maya, che con una voce proveniente dal suo corpo, la informerà che da quel momento in poi, avrebbe cominciato una lunga simbiosi mutualistica per entrambe.
La storia prosegue nel videogioco Parasite Eve II.
Nel 2000, Aya si è ormai trasferita a Los Angeles, ed è diventata un HUNTER, ossia un agente investigativo appartenente alla M.I.S.T. (Mitochondrion Investigation and Suppression Team) sezione speciale dell'FBI che si occupa delle creature mitocondriali. Nel settembre di quell'anno, accade una nuova invasione massiccia di quei mostri in un edificio della città. Aya è mandata a risolvere la questione, ma sul posto incontra una donna, che si trasformerà un NMC.
Aya non capisce ancora bene cosa stia succedendo, ma alla fine incontra un uomo in divisa col viso coperto, che cerca di ucciderla, ma alla fine questa si salva, prima che il palazzo venga fatto saltare in aria. Tornata alla sezione M.I.S.T., il suo capo la rileva dal caso di Los Angelese, e la manda ad indagare sugli NMC di Dryfield, un paesino del Texas. Qui Aya incontrerà oltre che una grande quantità di mostri, anche Kyle Madigan, un investigatore, che la informerà sulla presenza di un rifugio segreto fra le montagne, in cui venivano effettuati misteriosi esperimenti.
Aya e Kyle si dirigono sul posto e dopo mille scontri, trovano Neo-Ark, una serra sotterranea, simile ad uno zoosafari, in cui le creature potevano trovare un habitat in cui prosperare. Il tutto era gestito dagli scienziati del laboratorio del rifugio, che voleva far evolvere verso uno stadio superiore la razza umana. Qui Aya trova Eve, la regina dell'Ark, un suo clone, che comandava l'esistenza di tutti gli ANMC (Artificial Neo-Mitochondrial Creature) creati in quel posto, a partire proprio dal DNA dell'agente speciale.
L'uomo con la maschera però si ripresenta e le sottrae Eve, per portala dinnanzi alla crisalide, dalla quale, grazie alla bambina, verrà generato l'organismo che con il suo virus, trasformerà tutta l'umanità in ANMC. Il processo di metamorfosi ha successo, ma Aya riesce a sconfiggerlo, salvando Eve da una fine terribile.

## Linea genealogica mitocondriale
Le diciture in piccolo sotto i nomi, indicano il modo in cui i neomitocondri, sono arrivati all'interno dell'organismo del personaggio, da quello precedente. Quando compare (Eve #) a fianco al nome del personaggio, vuol dire che esso, contiene rispettivamente, la prima Eve (da non confondere con Eve 1, la coltura cellulare del dottor Nagishima), la seconda Eve e la terza Eve della serie.
|  |  |  |  |                               |                               |                               |                               |                                                              |                                                              |                                                              |                                                              |                                                              |                                                              |                        |                        |                        |                        |                        |                        | Kiyomi Kataoka (Eve I) Acquisizione diretta |                                         |                                         |                                         |                                         |                                         |                            |                            |                                |                                |                                |                                |                                |                                |                    |                    |                    |                    |
|  |  |  |  |                               |                               |                               |                               |                                                              |                                                              |                                                              |                                                              |                                                              |                                                              |                        |                        |                        |                        |                        |                        |                                             |                                         |                                         |                                         |                                         |                                         |                            |                            |                                |                                |                                |                                |                                |                                |                    |                    |                    |                    |
|  |  |  |  |                               |                               |                               |                               |                                                              |                                                              |                                                              |                                                              |                                                              |                                                              |                        |                        |                        |                        |                        |                        |                                             |                                         |                                         |                                         |                                         |                                         |                            |                            |                                |                                |                                |                                |                                |                                |                    |                    |                    |                    |
|  |  |  |  |                               |                               |                               |                               |                                                              |                                                              |                                                              |                                                              |                                                              |                                                              | Mariko Anzai Trapianto | Mariko Anzai Trapianto | Mariko Anzai Trapianto | Mariko Anzai Trapianto | Mariko Anzai Trapianto | Mariko Anzai Trapianto |                                             |                                         |                                         |                                         | Eve 1 È una parte di Eve I              | Eve 1 È una parte di Eve I              | Eve 1 È una parte di Eve I | Eve 1 È una parte di Eve I | Eve 1 È una parte di Eve I     | Eve 1 È una parte di Eve I     |                                |                                | Toshiaki Nagishima             | Toshiaki Nagishima             | Toshiaki Nagishima | Toshiaki Nagishima | Toshiaki Nagishima | Toshiaki Nagishima |
|  |  |  |  |                               |                               |                               |                               |                                                              |                                                              |                                                              |                                                              |                                                              |                                                              | Mariko Anzai Trapianto | Mariko Anzai Trapianto | Mariko Anzai Trapianto | Mariko Anzai Trapianto | Mariko Anzai Trapianto | Mariko Anzai Trapianto |                                             |                                         |                                         |                                         | Eve 1 È una parte di Eve I              | Eve 1 È una parte di Eve I              | Eve 1 È una parte di Eve I | Eve 1 È una parte di Eve I | Eve 1 È una parte di Eve I     | Eve 1 È una parte di Eve I     |                                |                                | Toshiaki Nagishima             | Toshiaki Nagishima             | Toshiaki Nagishima | Toshiaki Nagishima | Toshiaki Nagishima | Toshiaki Nagishima |
|  |  |  |  |                               |                               |                               |                               |                                                              |                                                              |                                                              |                                                              |                                                              |                                                              |                        |                        |                        |                        |                        |                        |                                             |                                         |                                         |                                         |                                         |                                         |                            |                            |                                |                                |                                |                                |                                |                                |                    |                    |                    |                    |
|  |  |  |  |                               |                               |                               |                               |                                                              |                                                              |                                                              |                                                              |                                                              |                                                              |                        |                        |                        |                        |                        |                        |                                             |                                         |                                         |                                         |                                         |                                         |                            |                            |                                |                                |                                |                                |                                |                                |                    |                    |                    |                    |
|  |  |  |  |                               |                               |                               |                               |                                                              |                                                              |                                                              |                                                              |                                                              |                                                              |                        |                        |                        |                        |                        |                        |                                             |                                         |                                         |                                         |                                         |                                         |                            |                            |                                |                                |                                |                                |                                |                                |                    |                    |                    |                    |
|  |  |  |  |                               |                               |                               |                               | Aya Brea (Eve II) Acquisizione diretta e trapianto di Eve II | Aya Brea (Eve II) Acquisizione diretta e trapianto di Eve II | Aya Brea (Eve II) Acquisizione diretta e trapianto di Eve II | Aya Brea (Eve II) Acquisizione diretta e trapianto di Eve II | Aya Brea (Eve II) Acquisizione diretta e trapianto di Eve II | Aya Brea (Eve II) Acquisizione diretta e trapianto di Eve II |                        |                        |                        |                        |                        |                        | Maya Brea (Eve II) Acquisizione diretta     | Maya Brea (Eve II) Acquisizione diretta | Maya Brea (Eve II) Acquisizione diretta | Maya Brea (Eve II) Acquisizione diretta | Maya Brea (Eve II) Acquisizione diretta | Maya Brea (Eve II) Acquisizione diretta |                            |                            | Il Figlio Acquisizione diretta | Il Figlio Acquisizione diretta | Il Figlio Acquisizione diretta | Il Figlio Acquisizione diretta | Il Figlio Acquisizione diretta | Il Figlio Acquisizione diretta |                    |                    |                    |                    |
|  |  |  |  |                               |                               |                               |                               | Aya Brea (Eve II) Acquisizione diretta e trapianto di Eve II | Aya Brea (Eve II) Acquisizione diretta e trapianto di Eve II | Aya Brea (Eve II) Acquisizione diretta e trapianto di Eve II | Aya Brea (Eve II) Acquisizione diretta e trapianto di Eve II | Aya Brea (Eve II) Acquisizione diretta e trapianto di Eve II | Aya Brea (Eve II) Acquisizione diretta e trapianto di Eve II |                        |                        |                        |                        |                        |                        | Maya Brea (Eve II) Acquisizione diretta     | Maya Brea (Eve II) Acquisizione diretta | Maya Brea (Eve II) Acquisizione diretta | Maya Brea (Eve II) Acquisizione diretta | Maya Brea (Eve II) Acquisizione diretta | Maya Brea (Eve II) Acquisizione diretta |                            |                            | Il Figlio Acquisizione diretta | Il Figlio Acquisizione diretta | Il Figlio Acquisizione diretta | Il Figlio Acquisizione diretta | Il Figlio Acquisizione diretta | Il Figlio Acquisizione diretta |                    |                    |                    |                    |
|  |  |  |  |                               |                               |                               |                               |                                                              |                                                              |                                                              |                                                              |                                                              |                                                              |                        |                        |                        |                        |                        |                        |                                             |                                         |                                         |                                         |                                         |                                         |                            |                            |                                |                                |                                |                                |                                |                                |                    |                    |                    |                    |
|  |  |  |  |                               |                               |                               |                               |                                                              |                                                              |                                                              |                                                              |                                                              |                                                              |                        |                        |                        |                        |                        |                        |                                             |                                         |                                         |                                         |                                         |                                         |                            |                            |                                |                                |                                |                                |                                |                                |                    |                    |                    |                    |
|  |  |  |  | Eve Brea (Eve III) Clonazione | Eve Brea (Eve III) Clonazione | Eve Brea (Eve III) Clonazione | Eve Brea (Eve III) Clonazione | Eve Brea (Eve III) Clonazione                                | Eve Brea (Eve III) Clonazione                                |                                                              |                                                              | ANMC/Golem Clonazione                                        | ANMC/Golem Clonazione                                        | ANMC/Golem Clonazione  | ANMC/Golem Clonazione  | ANMC/Golem Clonazione  | ANMC/Golem Clonazione  |                        |                        | Melissa Pearce (Eve II) Trapianto           | Melissa Pearce (Eve II) Trapianto       | Melissa Pearce (Eve II) Trapianto       | Melissa Pearce (Eve II) Trapianto       | Melissa Pearce (Eve II) Trapianto       | Melissa Pearce (Eve II) Trapianto       |                            |                            |                                |                                |                                |                                |                                |                                |                    |                    |                    |                    |
|  |  |  |  | Eve Brea (Eve III) Clonazione | Eve Brea (Eve III) Clonazione | Eve Brea (Eve III) Clonazione | Eve Brea (Eve III) Clonazione | Eve Brea (Eve III) Clonazione                                | Eve Brea (Eve III) Clonazione                                |                                                              |                                                              | ANMC/Golem Clonazione                                        | ANMC/Golem Clonazione                                        | ANMC/Golem Clonazione  | ANMC/Golem Clonazione  | ANMC/Golem Clonazione  | ANMC/Golem Clonazione  |                        |                        | Melissa Pearce (Eve II) Trapianto           | Melissa Pearce (Eve II) Trapianto       | Melissa Pearce (Eve II) Trapianto       | Melissa Pearce (Eve II) Trapianto       | Melissa Pearce (Eve II) Trapianto       | Melissa Pearce (Eve II) Trapianto       |                            |                            |                                |                                |                                |                                |                                |                                |                    |                    |                    |                    |
|  |  |  |  |                               |                               |                               |                               |                                                              |                                                              |                                                              |                                                              |                                                              |                                                              |                        |                        |                        |                        |                        |                        |                                             |                                         |                                         |                                         |                                         |                                         |                            |                            |                                |                                |                                |                                |                                |                                |                    |                    |                    |                    |
|  |  |  |  |                               |                               |                               |                               | Pupa ANMC Acquisizione diretta                               | Pupa ANMC Acquisizione diretta                               | Pupa ANMC Acquisizione diretta                               | Pupa ANMC Acquisizione diretta                               | Pupa ANMC Acquisizione diretta                               | Pupa ANMC Acquisizione diretta                               |                        |                        |                        |                        |                        |                        | Essere Definitivo Acquisizione diretta      | Essere Definitivo Acquisizione diretta  | Essere Definitivo Acquisizione diretta  | Essere Definitivo Acquisizione diretta  | Essere Definitivo Acquisizione diretta  | Essere Definitivo Acquisizione diretta  |                            |                            |                                |                                |                                |                                |                                |                                |                    |                    |                    |                    |